# Aulhat-Saint-Privat
Pour les articles homonymes, voir Saint-Privat.
Aulhat-Saint-Privat [oja sɛ̃ pʁiva] est une ancienne commune française, située dans le département du Puy-de-Dôme en région d'Auvergne-Rhône-Alpes, devenue, le 1er janvier 2016, une commune déléguée de la commune nouvelle d'Aulhat-Flat.

## Géographie

### Localisation
Entre buttes volcaniques de le comté d'Auvergne, contreforts granitiques du Livradois-Forez et coteaux de l'Allier, Aulhat-Saint-Privat offre des panoramas inattendus sur le Val d'Allier et les Monts Dore.
Cinq communes jouxtent Aulhat-Saint-Privat :
| Saint-Babel |                     | Manglieu     |
| Flat        | Aulhat-Saint-Privat |              |
|             | Brenat              | Sauxillanges |

### Voies de communication et transports
Le territoire communal est traversé par trois routes départementales :
- la RD 9, reliant Issoire au sud-ouest (avec un accès autoroutier vers Clermont-Ferrand par l'A75, sortie 12) et Manglieu au nord-est ;
- la RD 49, reliant Vic-le-Comte au nord-ouest à Sauxillanges au sud-est ;
- la RD 123 reliant la RD 49 au nord de la commune à Brenat.

### Urbanisme

#### Logement
En 2012, la commune comptait 200 logements, contre 158 en 2007. Parmi ces logements, 87 % étaient des résidences principales, 2,5 % des résidences secondaires et 10,5 % des logements vacants. Ces logements étaient pour 95,5 % d'entre eux des maisons individuelles et pour 4,5 % des appartements.
La proportion des résidences principales, propriétés de leurs occupants était de 79,9 %, en baisse par rapport à 2007 (88,4 %). La part de logements HLM loués vides était de 4,6 % (contre 0 %).

## Toponymie
Le nom d'Aulhat vient de Auliacum, hameau développé à partir de la villa d'Aulius ; un manuscrit de 1562 le mentionne Ollat.
La deuxième partie du nom de la commune, Saint-Privat, évoque Sanctus Privatus, évêque de Mende au IIIe siècle.

## Histoire
Les communes d'Aulhat-Saint-Privat et de Flat sont fusionnées au 1er janvier 2016, formant Aulhat-Flat. Cette commune nouvelle compte alors 936 habitants. C'est dans la vague de création de communes nouvelles des années 2015-2016 la deuxième des trois fusions de communes du département après Nonette et Orsonnette formant Nonette-Orsonnette et avant La Moutade et Cellule formant Chambaron-sur-Morge.

## Politique et administration

### Administration municipale
Le conseil municipal comprend trois adjoints.

### Liste des maires
| Période                                  | Période       | Identité       | Étiquette | Qualité                              |
| ---------------------------------------- | ------------- | -------------- | --------- | ------------------------------------ |
| Les données manquantes sont à compléter. |               |                |           |                                      |
| mars 2001                                | décembre 2015 | Gérard Thévier |           | Directeur administratif et financier |

## Population et société

### Démographie
L'évolution du nombre d'habitants est connue à travers les recensements de la population effectués dans la commune depuis 1793. À partir du 1er janvier 2009, les populations légales des communes sont publiées annuellement dans le cadre d'un recensement qui repose désormais sur une collecte d'information annuelle, concernant successivement tous les territoires communaux au cours d'une période de cinq ans. 
Pour les communes de moins de 10 000 habitants, une enquête de recensement portant sur toute la population est réalisée tous les cinq ans, les populations légales des années intermédiaires étant quant à elles estimées par interpolation ou extrapolation. Pour la commune, le premier recensement exhaustif entrant dans le cadre du nouveau dispositif a été réalisé en 2007,.
En 2013, la commune comptait 406 habitants, en évolution de +16,67 % par rapport à 2008 (Puy-de-Dôme : +2,35 %, France hors Mayotte : +2,49 %).
| 1793 | 1800 | 1806 | 1821 | 1831 | 1836 | 1841 | 1846 | 1851 |
| ---- | ---- | ---- | ---- | ---- | ---- | ---- | ---- | ---- |
| 449  | 383  | 433  | 200  | 439  | 394  | 421  | 404  | 407  |

| 1856 | 1861 | 1866 | 1872 | 1876 | 1881 | 1886 | 1891 | 1896 |
| ---- | ---- | ---- | ---- | ---- | ---- | ---- | ---- | ---- |
| 450  | 434  | 406  | 404  | 383  | 373  | 372  | 381  | 385  |

| 1901 | 1906 | 1911 | 1921 | 1926 | 1931 | 1936 | 1946 | 1954 |
| ---- | ---- | ---- | ---- | ---- | ---- | ---- | ---- | ---- |
| 387  | 369  | 371  | 340  | 331  | 332  | 303  | 299  | 344  |

| 1962 | 1968 | 1975 | 1982 | 1990 | 1999 | 2007 | 2011 | 2013 |
| ---- | ---- | ---- | ---- | ---- | ---- | ---- | ---- | ---- |
| 340  | 290  | 270  | 303  | 322  | 296  | 334  | 396  | 406  |

La population de la commune est relativement moyennement âgée. Le taux de personnes d'un âge supérieur à 60 ans (23,8 %) est supérieur au taux national (23,6 %) mais inférieur au taux départemental (25,8 %).
À l'instar des répartitions nationale et départementale, la population féminine de la commune est supérieure à la population masculine. Toutefois, le taux (50,5 %) est inférieur au taux national (51,6 %).
| Hommes | Classe d’âge | Femmes |
| ------ | ------------ | ------ |
| 0      | 90 ans ou +  | 1,4    |
| 5,4    | 75 à 89 ans  | 5,8    |
| 19,1   | 60 à 74 ans  | 15,9   |
| 17,2   | 45 à 59 ans  | 20,2   |
| 23,5   | 30 à 44 ans  | 27,4   |
| 12,3   | 15 à 29 ans  | 9,6    |
| 22,5   | 0 à 14 ans   | 19,7   |

| Hommes | Classe d’âge | Femmes |
| ------ | ------------ | ------ |
| 0,5    | 90 ans ou +  | 1,3    |
| 6,9    | 75 à 89 ans  | 10,8   |
| 15,7   | 60 à 74 ans  | 16,2   |
| 20,8   | 45 à 59 ans  | 20,3   |
| 19,8   | 30 à 44 ans  | 18,2   |
| 19,2   | 15 à 29 ans  | 17,7   |
| 17     | 0 à 14 ans   | 15,5   |

### Enseignement
Aulhat-Saint-Privat dépend de l'académie de Clermont-Ferrand. Elle gère une école maternelle publique.
Hors dérogations à la carte scolaire, les collégiens se rendent à Issoire, au collège Les Prés et les lycéens à :
- Issoire, au lycée Murat, pour les filières générales et STMG ;
- Clermont-Ferrand, aux lycées La Fayette ou Roger-Claustres pour la filière STI2D[14].

## Économie

### Revenus de la population et fiscalité
En 2011, le revenu fiscal médian par ménage s'élevait à 28 771 €, ce qui plaçait Aulhat-Saint-Privat au 18 109e rang des communes de plus de 49 ménages en métropole.

### Emploi
En 2012, la population âgée de 15 à 64 ans s'élevait à 251 personnes, parmi lesquelles on comptait 78,1 % d'actifs dont 74,1 % ayant un emploi et 4 % de chômeurs.
On comptait 35 emplois dans la zone d'emploi. Le nombre d'actifs ayant un emploi résidant dans la zone étant de 189, l'indicateur de concentration d'emploi est de 18,8 %, ce qui signifie que la commune offre moins d'un emploi par habitant actif.

### Entreprises
Au 1er janvier 2014, Aulhat-Saint-Privat comptait quatorze entreprises : une dans l'industrie, deux dans la construction, dix dans le commerce, les transports et les services divers et une dans le secteur administratif.
En outre, elle comptait quinze établissements.

### Agriculture
Au recensement agricole de 2010, la commune comptait 17 exploitations agricoles. Ce nombre est en faible diminution par rapport à 2000 (18) et à 1988 (20).
La superficie agricole utilisée sur ces exploitations était de 1 042 hectares en 2010, dont 457 ha sont allouées aux terres labourables et 585 ha sont toujours en herbe.

### Commerce
La base permanente des équipements de 2014 ne recensait aucun commerce.

### Tourisme
Au 1er janvier 2015, la commune ne comptait ni hôtel, ni camping, ni aucun autre hébergement collectif.

## Culture locale et patrimoine

### Lieux et monuments

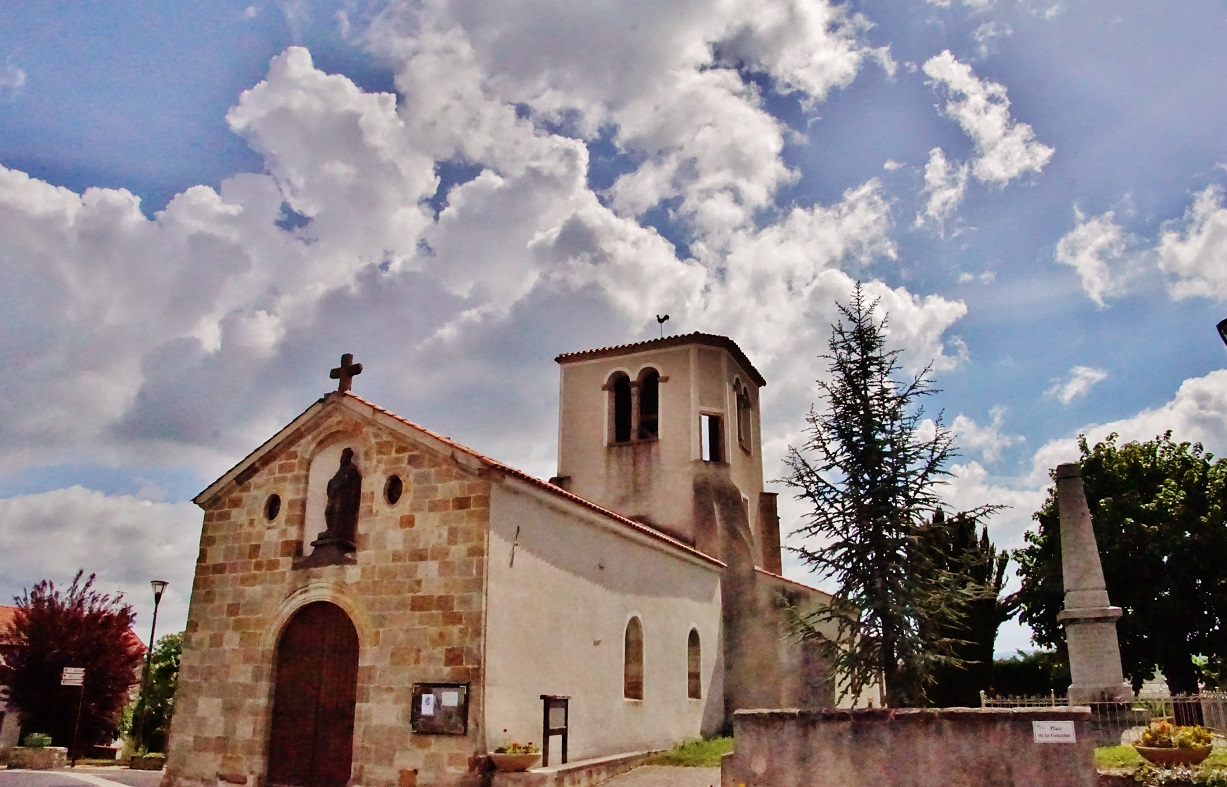
L'église paroissiale Saint-Pierre d'Aulhat-Saint-Privat.

- L'Église Saint-Pierre, édifice roman remanié à l'époque gothique[3].

Accrochés aux flancs des pentes ou perchés au-dessus de la plaine, 3 châteaux en balcon attirent le regard :  
- le Château de Péchot (XIVe – XVIIIe siècles)
- le Château d'Aulhat, avec sa cour d'honneur et son architecture classique (XVIIe – XVIIIe siècles).
- Le Château de la Suchère XVe siècle, en partie détruit[3].